# Kurt Eisner
Kurt Eisner (Berlín, 14 de maig de 1867 - Múnic, 21 de febrer de 1919) va ser un polític, periodista i escriptor alemany d'ascendència jueva.
Estudià literatura i filosofia neo-kantiana amb Hermann Cohen a la Universitat de Marburg. El 1892 va publicar Friedrich Nietzsche und die Apostel der Zukunft ("Friedrich Nietzsche i l'Apòstol del futur"). Va començar la seva carrera periodística treballant en el Frankfurter Zeitung (1892-93); després va escriure per a diversos diaris de Berlín i, des de 1898, va ser redactor de Vorwärts, l'òrgan de comunicació oficial del Partit Socialdemòcrata. Després que Eisner es convertís en ciutadà bavarès, va treballar com a escriptor independent a Múnic. Va ingressar al partit socialista, i el 1914 s'oposà a la política annexionista i a l'ajuda alemanya a Àustria-Hongria contra Sèrbia. Durant les primeres etapes de la Primera Guerra Mundial, però, Eisner va donar suport al govern, fins que, el 1917, influenciat per principis pacifistes, es va unir al Partit Socialdemòcrata Independent d'Alemanya (USPD) del que més tard es va convertir en el seu líder. El 1918 fou empresonat i més tard, alliberat per la influència socialista parlamentària, encapçalà la revolució bavaresa. El novembre de 1918 va organitzar amb èxit una revolució que va enderrocar la monarquia, va proclamar la República Soviètica de Baviera i va exigir la pau. Eisner es va convertir en primer ministre i ministre d'Afers Estrangers de la nova República. Es va esforçar per aconseguir la seguretat interna, reconciliar i unir els diversos partits socialistes a Baviera i fer reforma econòmica i social. El febrer de 1919 va ser assassinat pel comte Anton von Arco auf Valley, del partit monàrquic. El 1919 es van publicar en dos volums totes les obres recollides per Eisner.